# La Gloria (Tiziano)
La Gloria (llamado también en otras épocas La Trinidad, El Juicio Final o El Paraíso) es un cuadro del pintor renacentista italiano Tiziano encargado por el emperador Carlos V en 1550 o 1551 y acabado en 1554. Se trata de un óleo sobre lienzo de gran tamaño, pues alcanza los 3,46 metros de alto por 2,40 de ancho. Se encuentra en el museo del Prado (Madrid, España).

## Descripción
Se trata de un conjunto de figuras que representan al catolicismo, con la Trinidad (Dios Padre, Hijo y Espíritu Santo en forma de paloma) en su cénit, rodeados por la Virgen María —vuelta hacia ellos con hábito azul purísima—, San Juan Bautista (ambos intercesores entre Dios y los hombres) y, descendiendo entre las nubes doradas en Gloria entre las que todos aparecen, varios personajes del Antiguo y del Nuevo Testamento: Moisés, quien porta las tablas con los Diez Mandamientos; Noé, quien alza una pequeña Arca en la que se ha posado una paloma con una rama en el pico; el rey David, que toca una especie de zanfoña o arpa... Todas las figuras se hallan en actitud de adorar a la Trinidad.
De espaldas, vestida de verde, se encuentra una figura que ha sido identificada con María Magdalena, o bien con la sibila Eritrea (quien profetizaba sobre el Juicio Final), e incluso con Judith, Raquel o la propia Iglesia católica.
A la derecha se localiza a Carlos I de España (junto a su corona) acompañado de su familia (su esposa Isabel de Portugal, su hijo Felipe II, su hija Juana de Austria, sus hermanas, María, reina consorte de Hungría y Leonor, reina de Francia y de Portugal) ataviados con sus sudarios y en actitud suplicante. Más abajo aún puede identificarse, como un anciano con barba, al propio Tiziano. El evangelista Juan (reconocible por estar recostado sobre el águila, que es su atributo), otro de los personajes de este abigarrado cuadro, sujeta un papel con la firma del pintor veneciano. Todo el conjunto está enmarcado por coros celestiales y ángeles que sostienen palmas, que expresan el júbilo.
La composición dibuja un óvalo en cuya cúspide superior se halla el Espíritu Santo, a cuyos lados están el Padre y el Hijo; y en la inferior la vida terrena, con pequeñas figuras que podrían ser peregrinos.
El óleo está basado en la imagen de la Ciudad de Dios de Agustín de Hipona, que describe la Gloria que obtienen los bienaventurados.
La obra, de gran aliento, simboliza la ortodoxa devoción por la Trinidad de la familia imperial. De hecho, el rey Carlos se llevó el cuadro a su retiro en el monasterio de Yuste y pidió verlo antes de morir. En 1566 el grabador Cornelis Cort, colaborador de Tiziano, reprodujo la composición a buril, pero dado que no pudo conocer el cuadro original, hubo de basarse en una copia o dibujo que Tiziano le proporcionó.  
Tras ser retornada de Yuste, la pintura estuvo colocada en el Aula de Moral del monasterio de El Escorial hasta que en 1837 se menciona ya entre las obras del Museo del Prado.
El título definitivo de La Gloria se debe a José Sigüenza, quien se lo asignó en 1601.